# 黄头鹡鸰
黄头鹡鸰（学名：Motacilla citreola）为鶺鸰科鶺鸰属的鸟类。

## 詞源
「黃檸檬色」（citrine）及其種名citreola，皆指其偏黃色的羽色。

## 分類
在21世紀初期，黃頭鶺鴒的系統學、系統發生學及分類學仍存在相當大的爭議。這是因為該鳥與東黃鶺鴒（M. tschutschensis ）及西方黃鶺鴒（M. flava）形成了一個隱蔽種複合體。目前尚不太可能在短期內解決該群體中的許多分類單元應如何正確對應各自的種群問題。
Motacilla 是拉丁語中對灰鶺鴒的名稱；儘管實際上是motare的指小詞，意思是「移動」，但在中世紀時引發了對cilla為「尾巴」的誤解。種小名citreola的拉丁語意思是「檸檬黃」。

## 亚种
- 黄头鹡鸰西南亚种（学名：Motacilla citreola calcarata）。分布于伊朗、阿富汗、俾路支北部、往东至喜马拉雅山西北、从吉尔吉特、克什米尔至鲁普萨、加瓦尔、拉达克、冬季在阿富汗、印度(喜马拉雅以及中国大陆的新疆、青海、西藏、四川、云南等地。该物种的模式产地在尼泊尔[5]。
- 黄头鹡鸰指名亚种（学名：Motacilla citreola citreola）。分布于前苏联、蒙古、阿富汗、俾路支、巴基斯坦、伊朗、冬季在中南半岛诸国、有时迁徙到欧洲西部以及中国大陆的内蒙古、东北、河北、甘肃、山东、江苏、安徽、山西、陕西、宁夏、青海、西藏、四川、云南、广东、福建等地。该物种的模式产地在西伯利亚东部[6]。
- 黄头鹡鸰新疆亚种（学名：Motacilla citreola werae）。分布于前苏联、伊朗、阿富汗、俾路支、印度以及中国大陆的新疆、西藏、甘肃等地。该物种的模式产地在前苏联Weissen Meere和Kasan, Simbirsk和Astrachan Gouvern[7]。

## 描述
黃頭鶺鴒是一種纖細的鳥類，長15.5-17厘米，具有鶺鴒屬（Motacilla）特徵的長尾巴，不斷地搖動。繁殖期的成年雄鳥背部基本上是灰色或黑色，初級飛羽上有白色，腹部和整個頭部（除了黑色的後頸）則是亮黃色。在冬季羽毛中，牠的黃色腹部可能被白色稀釋，頭部呈褐色，並帶有黃色的眉紋。雌鳥看起來通常像是冬季雄鳥的褪色版本。

## 分布
分布于前苏联、蒙古、阿富汗、俾路支北部、伊朗、冬季从俾路支南部向东经印度到中南半岛以及中国大陆的新疆、甘肃、内蒙古、东北、山西、河北、宁夏、陕西、四川、安徽、云南、西藏、青海、江苏、广东、福建等地，一般生活于临水草地、溪边、湖岸、农田、路边等处。该物种的模式产地在西伯利亚东部。
該物種主要在古北界的濕草地和苔原繁殖，冬季遷徙至南亞，通常至高地區。其分布範圍正在向西擴展，並且在西歐洲為罕見但數量增長的迷鳥。迷鳥似乎是延長了遷徙路徑，而非偏離遷徙路徑；例如，在不丹，儘管該地處於其遷徙飛行路線之一上，黃頭鶺鴒被記錄為極罕見的過路鳥，而非停留數日或數週的訪客。

## 生態
牠是一種棲息於接近水源的開闊地區的食蟲性鳥類，如濕草地和沼澤地，並在地面築巢，每窩產下4至5顆帶有斑點的蛋。

## 圖集

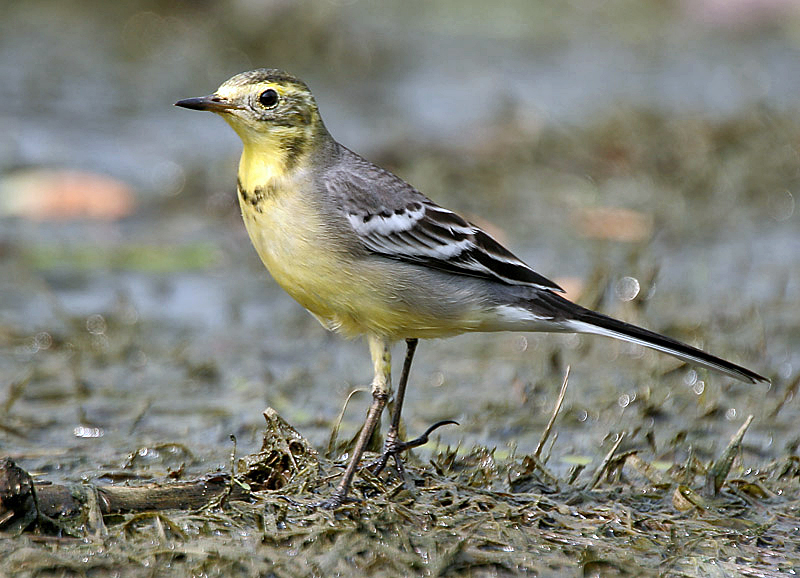
雌性繁殖羽, 西孟加拉邦, 印度
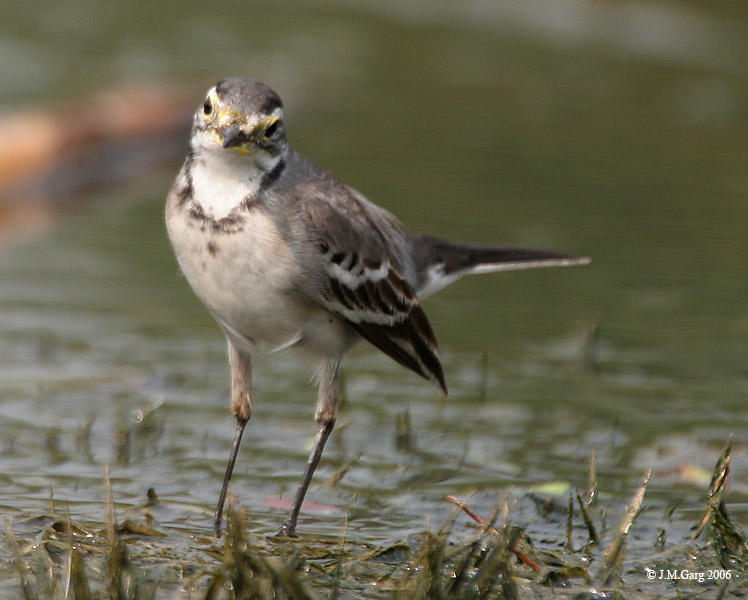
亞成鳥 加爾各答 (西孟加拉邦, 印度)
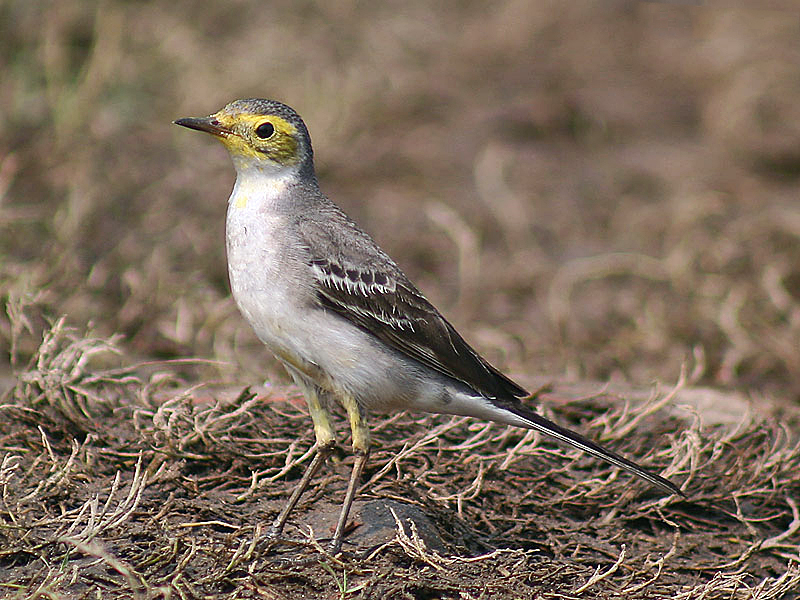
亞成鳥第一個冬季的羽色 加爾各答 (西孟加拉邦, 印度)
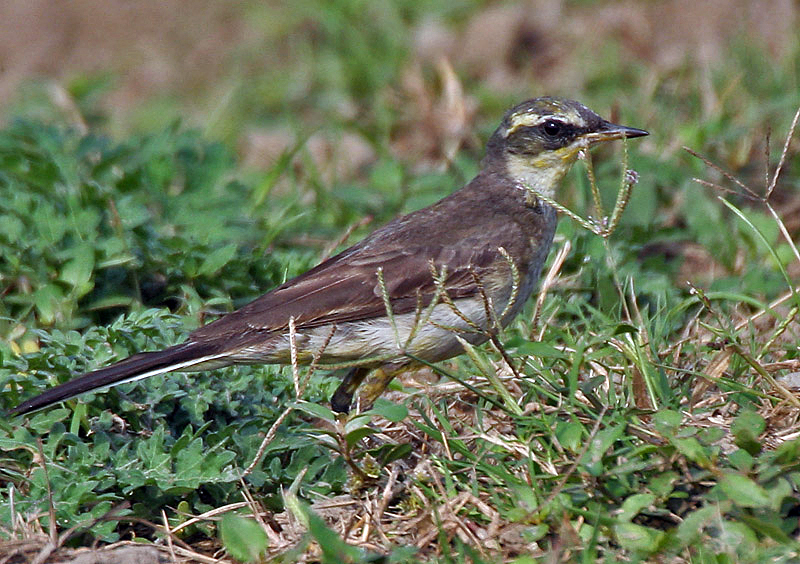
冬季 加爾各答 (西孟加拉邦, 印度)
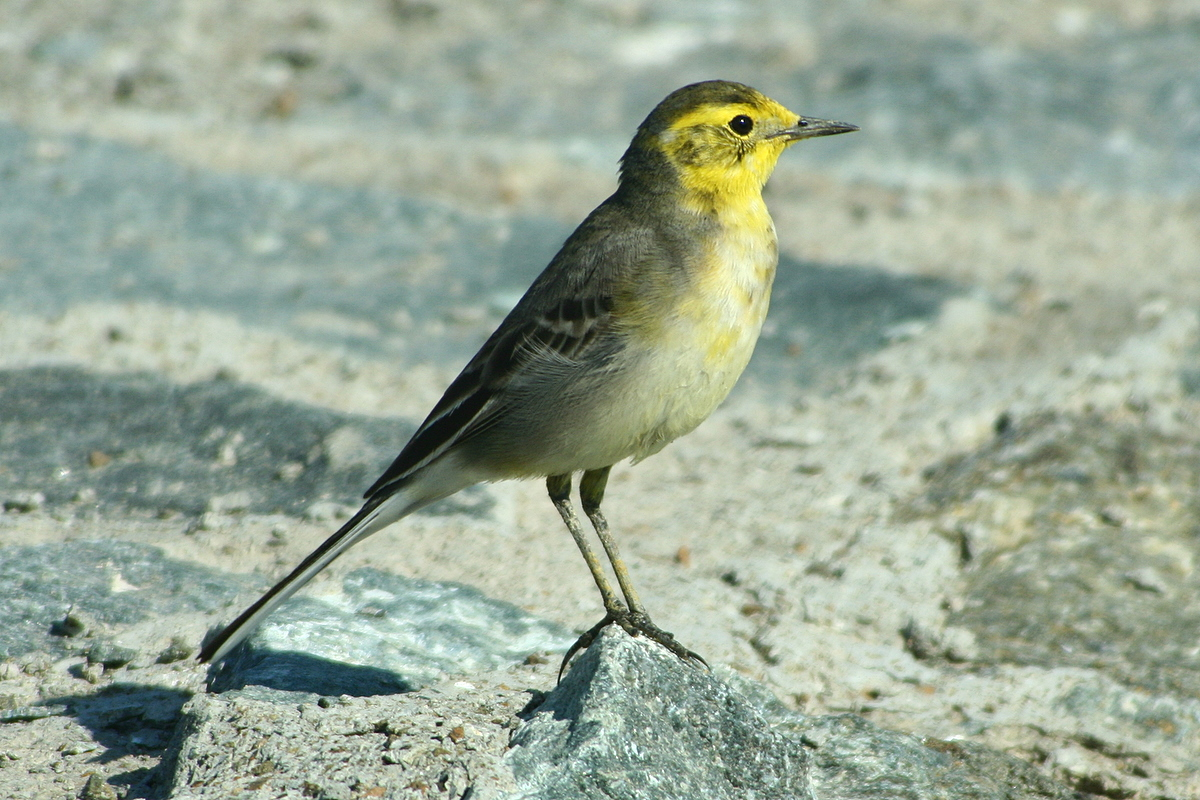
冬季 (杜拜, UAE)
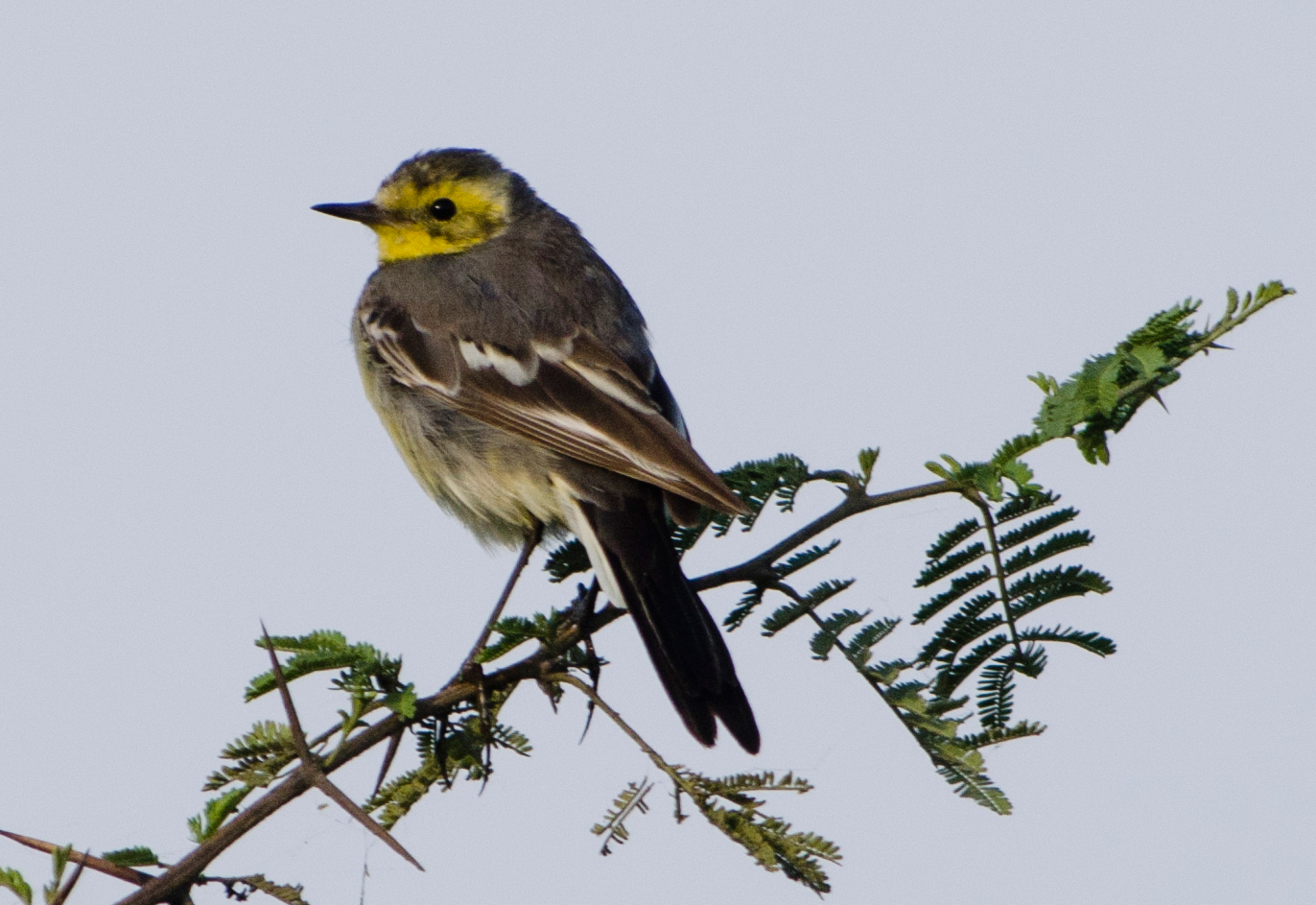
Citrine wagtail Motacilla citreola
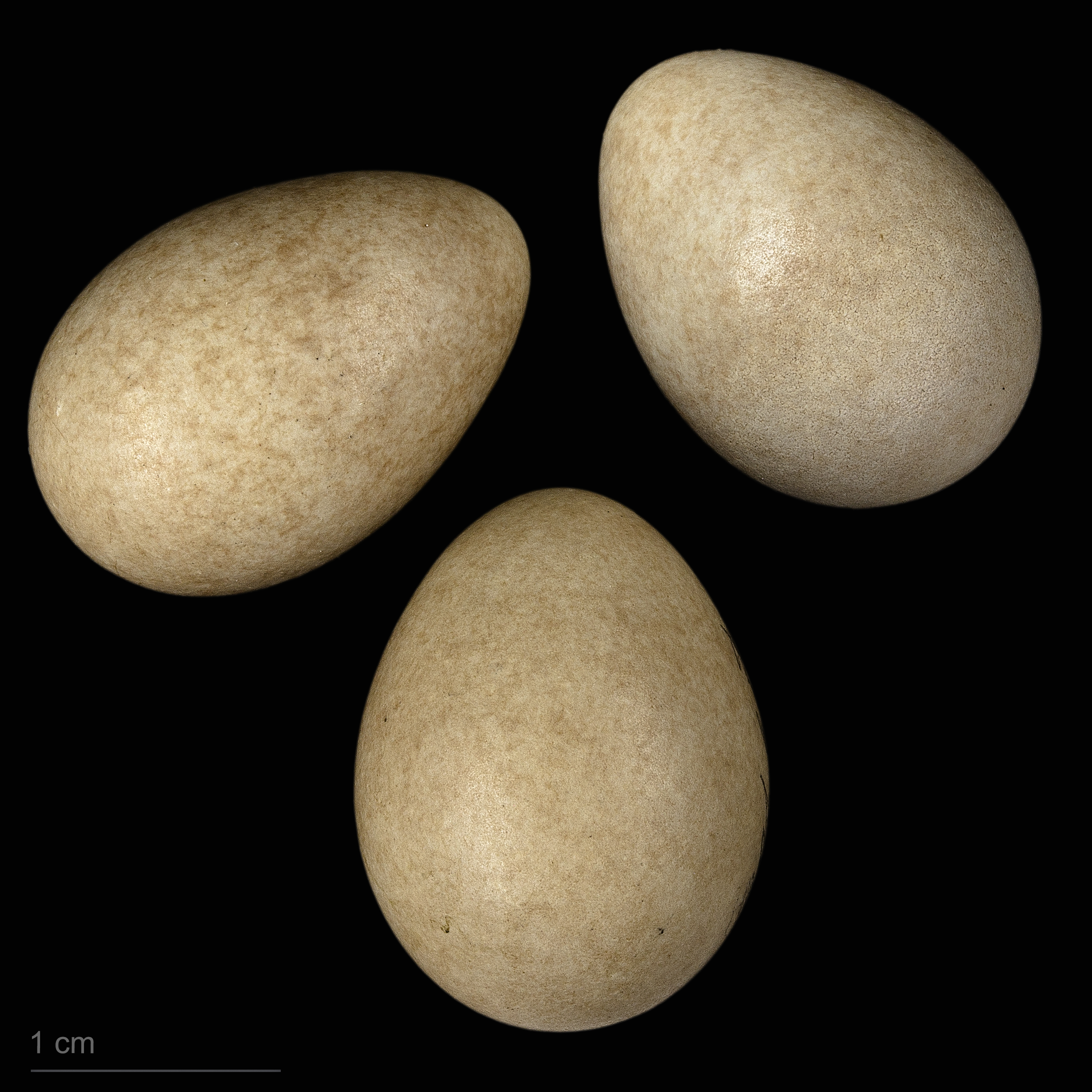
卵 Motacilla citreola citreola